# Joe’s Garage
Joe’s Garage ist eine Rockoper von Frank Zappa, die 1979 auf zwei Alben – Joe’s Garage Act I und dem Doppelalbum Joe’s Garage Act II & III – erschien.

## Handlung
Vor dem Hintergrund der Islamischen Revolution im Iran, bei der, so Zappa im Booklet des Albums, Musik verboten wurde, spielt die Rockoper in einer amerikanischen faschistoiden Gesellschaft, in der – basierend auf dem Prinzip der „totalen Kriminalisierung“, das zur Unterdrückung der Bevölkerung dient – Musik illegal ist. Für die Durchsetzung von „Gesetzen, die noch nicht verabschiedet wurden“ ist der Central Scrutinizer (dt. etwa „Zentralprüfer“) verantwortlich. Er erzählt – zur Warnung der Zuhörerschaft – die Geschichte vom Musiker Joe, mit dem es wegen seiner Liebe zur Musik beinahe ein böses Ende genommen hätte.
Joe ist ein Musiker, der in einer Garage mit Freunden Musik macht, erste Erfolge beim Publikum feiert und schließlich einen Plattenvertrag bekommt – woraufhin die Band auseinanderbricht. Nachdem er seine Freundin Mary verliert, weil sie sich einer reisenden Musikergruppe als Groupie bzw. „Crew-Schlampe“ anschließt, und einer weiteren Enttäuschung, die ihm mit Lucille widerfährt, wendet Joe sich „L. Ron Hoovers First Church of Applientology“ zu. Er erfährt dort, dass er ein „latenter Haushaltsgeräte-Fetischist“ sei. In der Folge trifft er sich mit Sy Borg, einer Kreuzung aus Staubsauger und Schwein, die er im Laufe eines sadomasochistischen Liebesakts versehentlich zerstört. Infolgedessen wird Joe ins Gefängnis gebracht, in dem auch andere Musiker und frühere Musikproduzenten einsitzen. Von den Mitgefangenen wird er unterdrückt und missbraucht. Physisch und psychisch an seine Grenzen geführt, spielt Joe nach seiner Entlassung die Gitarre nur noch in seiner Vorstellung. Schließlich, nach einem letzten imaginär gespielten Gitarrensolo (Watermelon in Easter Hay), entschließt sich Joe, „das einzig Richtige zu tun“: der Musik abzuschwören und eine Arbeitsstelle als Bäckergehilfe anzunehmen.

## Titelliste

### Act I
Seite 1
1. The Central Scrutinizer – 3:27
2. Joe’s Garage – 6:10
3. Catholic Girls – 4:26
4. Crew Slut – 5:51

Seite 2
1. Wet T-Shirt Nite – 5:26
2. Toad-O Line – 4:18
3. Why Does it Hurt When I Pee? – 2:35
4. Lucille Has Messed My Mind Up – 7:17

### Act II
Seite 1
1. A Token of My Extreme – 5:28
2. Stick it Out – 4:33
3. Sy Borg – 8:50

Seite 2
1. Dong Work for Yuda – 5:03
2. Keep it Greasey – 8:22
3. Outside Now – 5:52

### Act III
Seite 3
1. He Used to Cut the Grass – 8:34
2. Packard Goose – 11:38

Seite 4
1. Watermelon in Easter Hay – 10:00
2. A Little Green Rosetta – 7:25

## Rezeption
Don Shewey charakterisierte das Werk im Rolling Stone Magazine als „ambitioniert und verrückt, brillant, eigenartig und inkohärent“ und verglich es darin mit Büchners Woyzeck. An der Oberfläche voll billiger Gags und musikalischem Mischmasch finde sich die Seele von Joe’s Garage in tiefem Leid, Joe’s Garage sei „Zappas Apocalypse Now.“
Kelly Fisher Lowe sieht in dem Album Zappas Meisterwerk – wegen der dort dargebrachten musikalischen Expertise, der technischen Brillanz und Fähigkeit und nicht zuletzt wegen des hochpolitisch aufgeladenen Textes.